# Rajon Ialoveni
Der Rajon Ialoveni ist ein Rajon in der Republik Moldau. Die Rajonshauptstadt ist Ialoveni.

## Geographie
Der Rajon liegt im Zentrum des Landes. Er grenzt an das Munizipium Chișinău sowie an die Rajons Anenii Noi, Căușeni, Cimișlia, Hîncești und Strășeni.

## Geschichte
Der Rajon Ialoveni besteht seit 2003. Bis Februar 2003 gehörte das Gebiet gemeinsam mit den heutigen Rajons Anenii Noi, Criuleni und Strășeni zum inzwischen aufgelösten Kreis Chișinău (Județul Chișinău).

## Bevölkerung

### Bevölkerungsentwicklung
1959 lebten im Gebiet des heutigen Rajons 64.111 Einwohner. In den darauf folgenden Jahrzehnten stieg die Zahl der Einwohner kontinuierlich an: von 76.952 im Jahr 1970 über 82.861 im Jahr 1979 bis zu 90.942 im Jahr 1989. Während die Einwohnerzahl ganz Moldaus bis zur nächsten Volkszählung 2004 sank, stieg sie im Rajon Ialoveni weiter auf 97.704. 2014 lag sie bei 93.154.

### Volksgruppen
Laut der Volkszählung 2004 stellen die Moldauer mit 93,5 % die anteilsmäßig mit Abstand größte Volksgruppe, während sich landesweit 75,8 % als Moldauer bezeichneten. Kleinere Minderheiten im Rajon Ialoveni bilden die Rumänen mit 2,7 %, die Ukrainer und Russen mit 1,1 %, die Bulgaren mit 1,0 % sowie die Gagausen mit 0,1 %.

## Kultur und Sehenswürdigkeiten

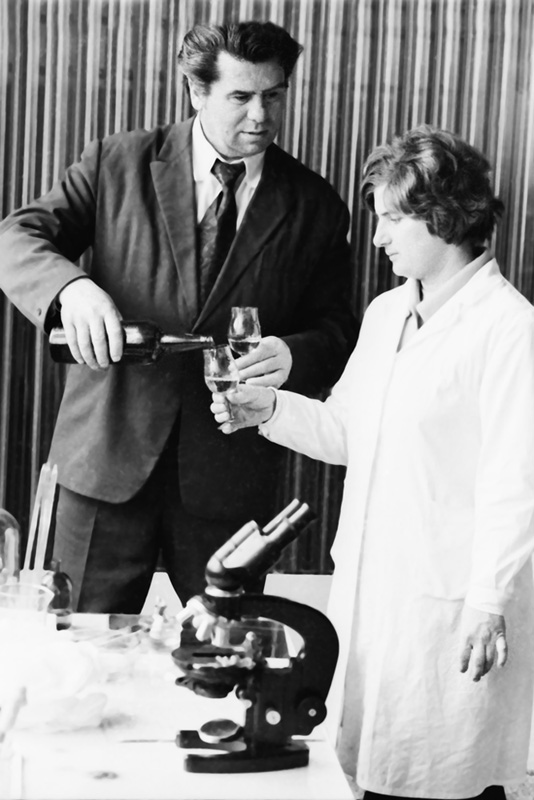
Im staatlichen Weinlabor (1972)

Das staatliche Weingut Mileștii Mici verfügt über die größte Sammlung von Weinraritäten in Moldau.